# Мюнцбах (Верхняя Австрия)
Мюнцбах (нем. Münzbach (Oberösterreich)) — ярмарочная коммуна (нем. Marktgemeinde) в Австрии, в федеральной земле Верхняя Австрия. 
Входит в состав округа Перг.  Население составляет 1695 человек (на 31 декабря 2005 года). Занимает площадь 25 км². Официальный код  —  41113.

## Политическая ситуация
Бургомистр коммуны — Йозеф Биндрайтер (АНП) по результатам выборов 2003 года.
Совет представителей коммуны (нем. Gemeinderat) состоит из 19 мест.
- АНП занимает 14 мест.
- СДПА занимает 4 места.
- АПС занимает 1 место.